# Centre de recherche en nutrition humaine Rhône-Alpes
 (janvier 2012).
Le Centre de recherche en nutrition humaine Rhône-Alpes (CRNH Rhône-Alpes) a été créé en 2006.
Il a succédé au Centre de recherche en nutrition humaine de Lyon, créé en 1996.
Il s’agit d’un GIP (groupement d’intérêt public) dont les membres sont :
- Institut national de la recherche agronomique (INRA)
- Institut national de la santé et de la recherche médicale (INSERM)
- Hospices civils de Lyon
- Université Claude Bernard Lyon 1
- Centre hospitalier universitaire Grenoble-Alpes
- Université Grenoble-Alpes
- Centre hospitalier universitaire de Saint-Étienne
- Université Jean-Monnet de Saint-Étienne

Le CRNH Rhône-Alpes regroupe plus de 110 personnes appartenant à 20 services hospitaliers, à 3 universités et à 13 équipes de Recherche travaillant dans le domaine de la nutrition.

## Missions
Le CRNH Rhône-Alpes a pour rôle de :
- Coordonner les programmes de recherches cognitives ou finalisées proposés par chacun de ses membres dans le but de développer les connaissances en nutrition humaine.
- Contribuer au transfert de technologie entre secteur hospitalier, laboratoires de recherche et industrie.
- Mettre en commun les locaux, les moyens techniques et les compétences nécessaires à la réalisation de ces programmes de recherche ainsi qu’à des actions d’enseignement, de formation ou d’expertise en nutrition humaine.
- Assurer la gestion des moyens communs nécessaires à la mise en œuvre de ces programmes et à l’utilisation des locaux.
- Développer les relations avec toutes les personnes publiques ou privées s’intéressant aux objectifs du groupement.

Les grandes thématiques de recherche portent sur des problèmes de santé publique tels que l’obésité, le diabète, les maladies cardio-vasculaires ainsi que la dénutrition au cours du vieillissement et des maladies chroniques.

## Organisation
Le CRNH Rhône-Alpes s’articule autour de deux entités : le centre d’exploration clinique et le centre d’analyse.
Le centre d’exploration clinique a pour missions :
- d’élaborer les protocoles de recherche, de les rédiger et de les soumettre aux autorités compétentes,
- de réaliser le protocole : recrutement des volontaires, inclusion, explorations et examens spécifiques à la recherche,
- d’analyser les résultats et de rédiger le rapport d’étude.

L’implication peut être modulée selon le partenaire concerné.
Le centre d’analyse assure la préparation et les analyses par spectrométrie de masse. Il intervient également dans l’analyse des résultats et les rapports d’études.